# ماركو شتورم
ماركو شتورم (بالألمانية: Marco Sturm)‏ هو لاعب هوكي الجليد ألماني، ولد في 8 سبتمبر 1978 في دينغولفينغ في ألمانيا.

## وصلات خارجية
- ماركو شتورم على موقع دوري الهوكي الوطني (الإنجليزية)
- ماركو شتورم على موقع EliteProspects.com (الإنجليزية)
- ماركو شتورم على موقع Eurohockey.com (الإنجليزية)
- ماركو شتورم على موقع HockeyDB.com (الإنجليزية)
- ماركو شتورم على موقع Hockey-Reference.com (الإنجليزية)
- ماركو شتورم على موقع أوليمبيديا (الإنجليزية)